# Provinciale weg 507
De provinciale weg N507 was een weg tussen Avenhorn en Heerhugowaard. Deze weg verbond de N243 bij Avenhorn met Heerhugowaard. De weg wordt ook wel aangeduid als de "Braken". De N507 was uitgevoerd als standaard 2-strooksweg, met een maximumsnelheid van 80 km/h. Tot in de jaren 90 is deze weg nog autoweg geweest. In 2018 is het nummer opgeheven en vervangen door de N194.
De weg is onderdeel geweest van het wegenproject N23. De N23 is een verbinding tussen Heerhugowaard, Hoorn, Lelystad en Kampen. De N507 werd hierbij gemoderniseerd en de kruispunten  met verkeerslichten omgebouwd naar rotondes met ongelijkvloerse kruisingen voor langzaam verkeer. Daarnaast is een omlegging gekomen ten noorden van Heerhugowaard, welke in het verlengde ligt van de Kamerlingh Onnesweg. Hier sluit het nieuwe weggedeelte aan op de N242, zodat het verkeer niet meer dwars door Heerhugowaard hoeft. Om de doorgaande verbinding tussen Heerhugowaard en Hoorn te benadrukken is het nieuwe wegnummer N194 ingevoerd. De N507 is in 2018 onderdeel geworden van de N194 en sindsdien is het nummer opgeheven. 
N23 · N194 · N196 · N197 · N198 · N199 · N200 · N201 · N202 · N203 · N204 · N205 · N206 · N207 · N208 · N209 · N210 · N211 · N212 · N213 · N214 · N215 · N216 · N217 · N218 · N219 · N220 · N221 · N222 · N223 · N224 · N225 · N226 · N227 · N228 · N229 · N230 · N231 · N232 · N233 · N234 · N235 · N236 · N237 · N238 · N239 · N240 · N241 · N242 · N243 · N244 · N245 · N246 · N247 · N248 · N249 · N250 · N307

N401 · N402 · N403 · N404 · N405 · N406 · N407 · N408 · N409 · N410 · N411 · N412 · N413 · N414 · N415 · N416 · N417 · N418 · N419 · N420 · N421 · N439 · N440 · N441 · N442 · N443 · N444 · N445 · N446 · N447 · N448 · N449 · N450 · N451 · N452 · N453 · N454 · N455 · N456 · N457 · N458 · N459 · N460 · N461 · N462 · N463 · N464 · N465 · N466 · N467 · N468 · N469 · N470 · N471 · N472 · N473 · N474 · N475 · N476 · N477 · N478 · N479 · N480 · N481 · N482 · N483 · N484 · N487 · N488 · N489 · N490 · N491 · N492 · N493 · N494 · N495 · N496 · N497 · N498 · N501 · N502 · N503 · N504 · N505 · N505 (Andijk) · N506 · N507 · N508 · N509 · N510 · N511 · N512 · N513 · N514 · N515 · N516 · N517 · N518 · N519 · N520 · N521 · N522 · N523 · N524 · N525 · N526 · N527 · N806 · N830 · N848

Cursief vermelde wegen zijn voormalige Provinciale wegen